# Dzong

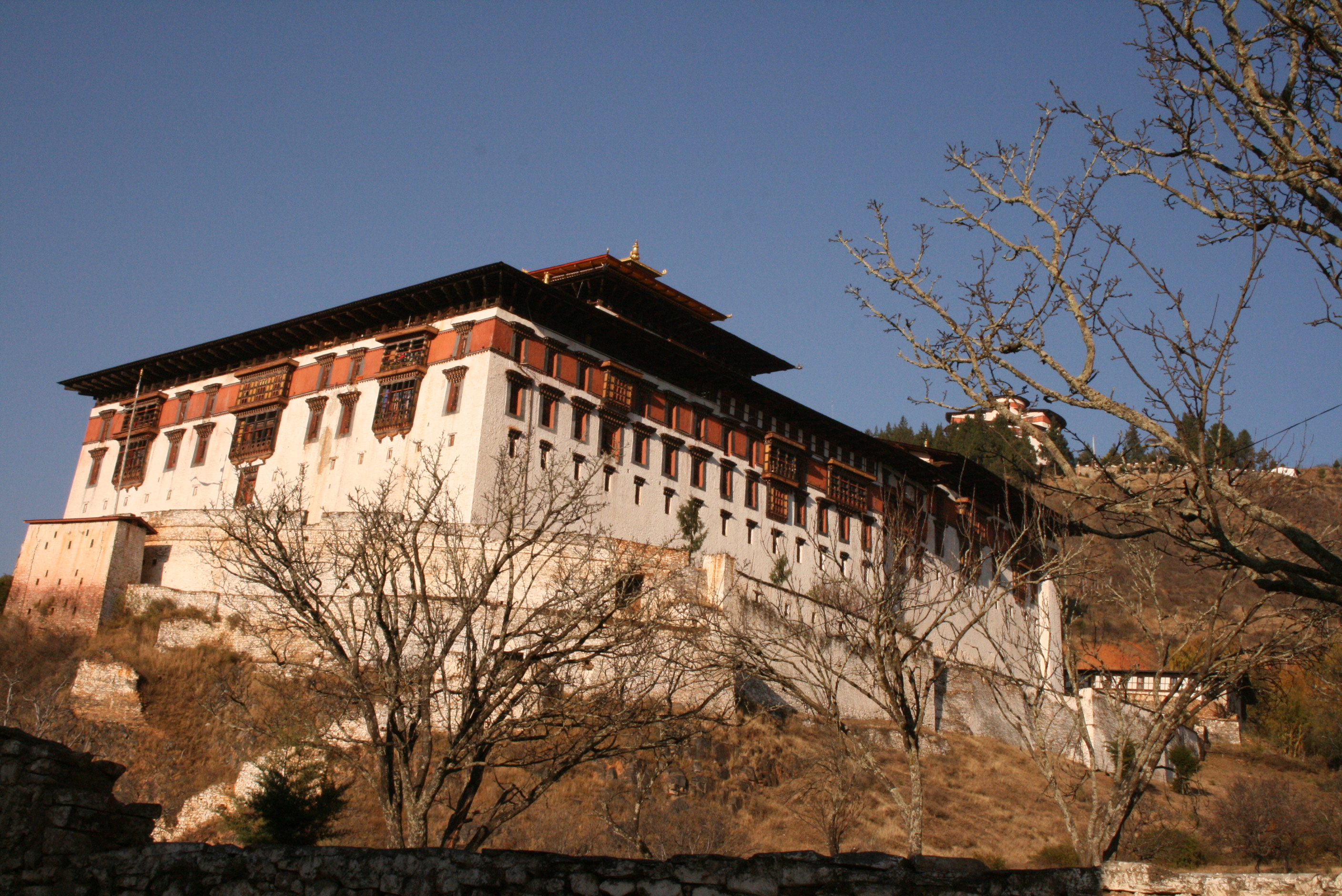
Rinpung Dzong, em Paro, com a sua torre vista no alto.

Dzong (do tibetano རྫོང་, Wylie rDzong, "fortaleza") é uma construção típica dos reinos budistas do Himalaia, particularmente do Butão, que tem as funções simultâneas de centro religioso, militar, burocrático e administrativo de determinada região. O estilo arquitetônico característico em que são construídos também leva o nome de dzong. Os edifícios são colossais em seu tamanho, com gigantescas paredes exteriores que cercam um complexo de pátios, templos, escritórios administrativos e as acomodações dos monges. Entre algumas das características que lhes são peculiares estão:
- Paredes altas e inclinadas para dentro, de tijolo e pedra pintados de branco, com poucas ou nenhumas janelas nas partes mais baixas
- Uso de telhados tipicamente chineses sobre os templos da área interna
- Gigantescas portas de entrada, feitas de madeira e ferro
- Templos e pátios internos pintados com cores vivas com motivos típicos da arte budista, como a ashtamangala ou a suástica

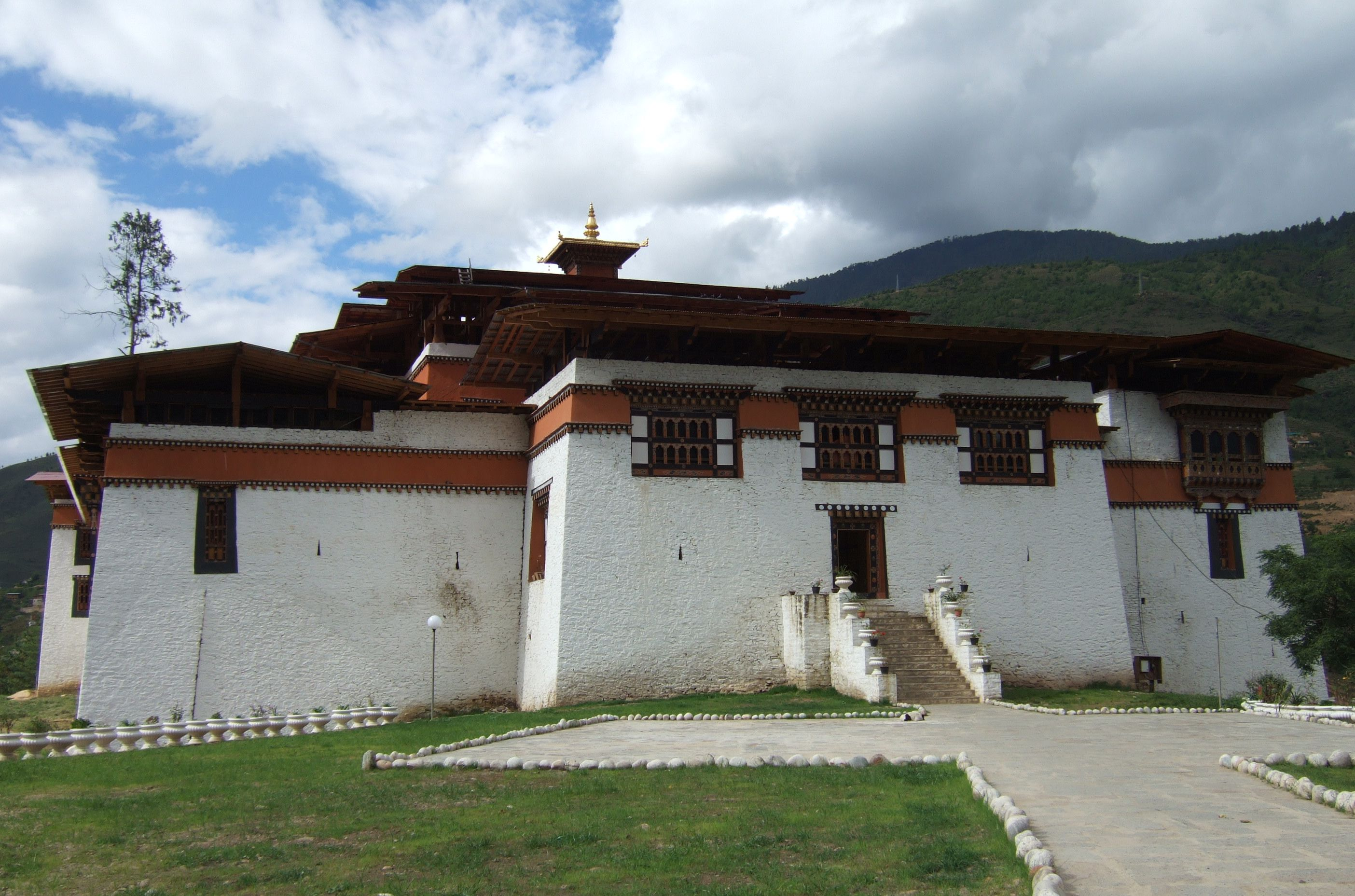
Simtoka Dzong, próximo a Timfu.

## Função
Os dzongs servem como centros religiosos, militares, administrativos e sociais dos distritos onde estão localizados. Anualmente realiza-se um festival religioso no dzong, conhecido como tsechu. Existem dois dzongpöns para cada dzong: um lama (Tse-dung) e um leigo. Ambos são encarregados de poderes civis e militares, e são iguais em todos os aspectos, embora subordinados aos generais e ao Amban chinês em assuntos militares.
Os aposentos dentro do dzong costumam ser tipicamente destinados a funções administrativas (tais como o escritório do penlop, ou governador) e religiosas, entre elas o templo e acomodação para os monges. Esta divisão entre funções administrativas e religiosas reflete a dualidade de poder idealizada entre os ramos administrativo e religioso do governo butanês.

## Localização

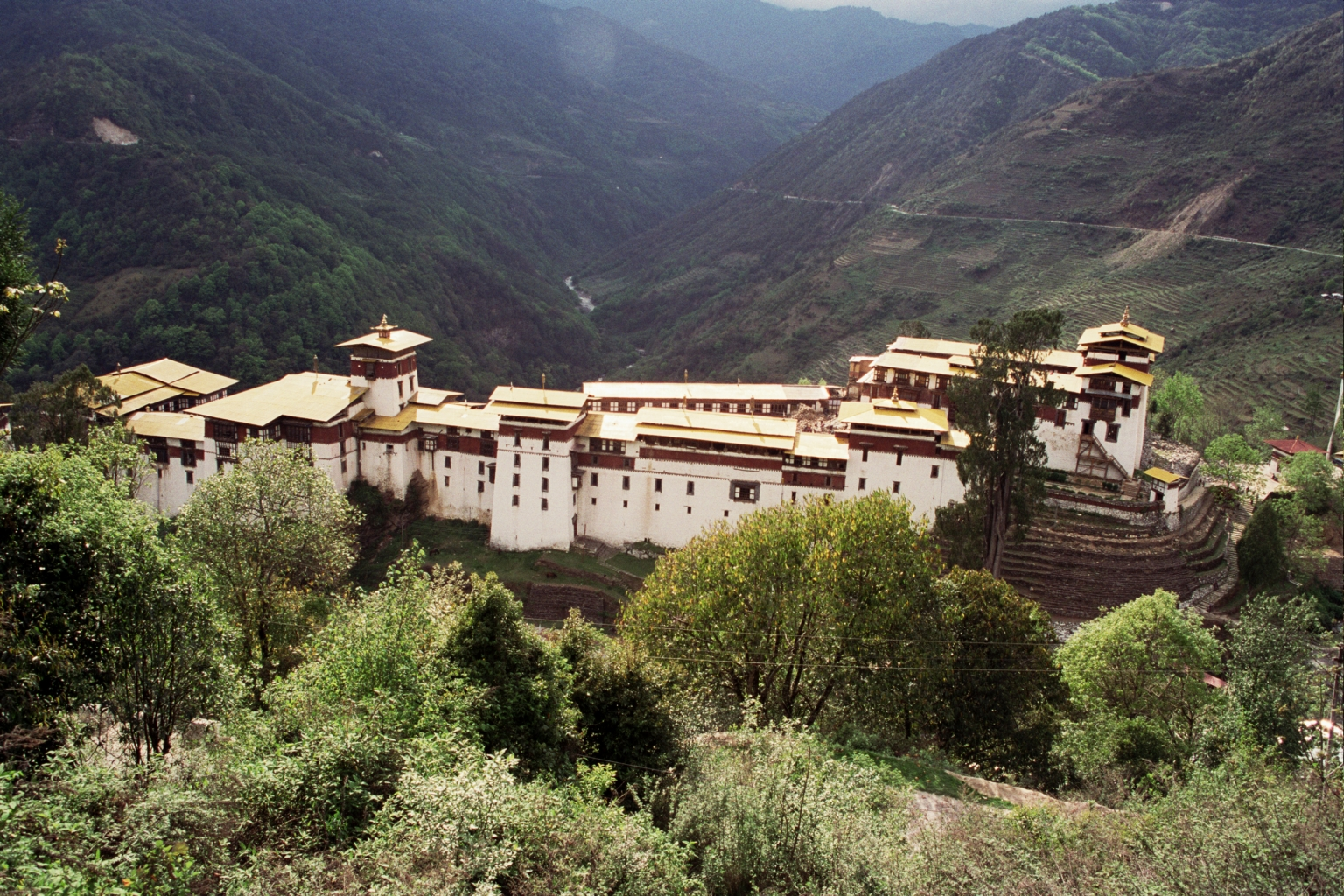
Dzong de Trongsa.

A arquitetura dos dzongs butaneses alcançou seu zênite no século XVII, sob a liderança do grande lama Shabdrung Ngawang Namgyal, que determinou a localização de cada um dos dzongs com base em suas visões e presságios. Estrategistas militares modernos observaram que os dzongs estão bem localizados no que diz respeito à sua função como fortalezas defensivas. O dzong de Wangdue Phodrang, por exemplo, se encontra sobre um espigão que dá vista para a confluência dos rios Puna Chhu e Tang Chhu, bloqueando assim qualquer ataque de invasores que viessem pelo sul e tentassem utilizar-se das rotas pelos rios, como forma de evitar os penhascos sem trilhas do Himalaia, para atacar a região central do Butão. O dzong de Drukgyel, no vale de Paro, guarda um caminho tradicionalmente usado para invadir o Tibete, sobre os passos do alto Himalaia.

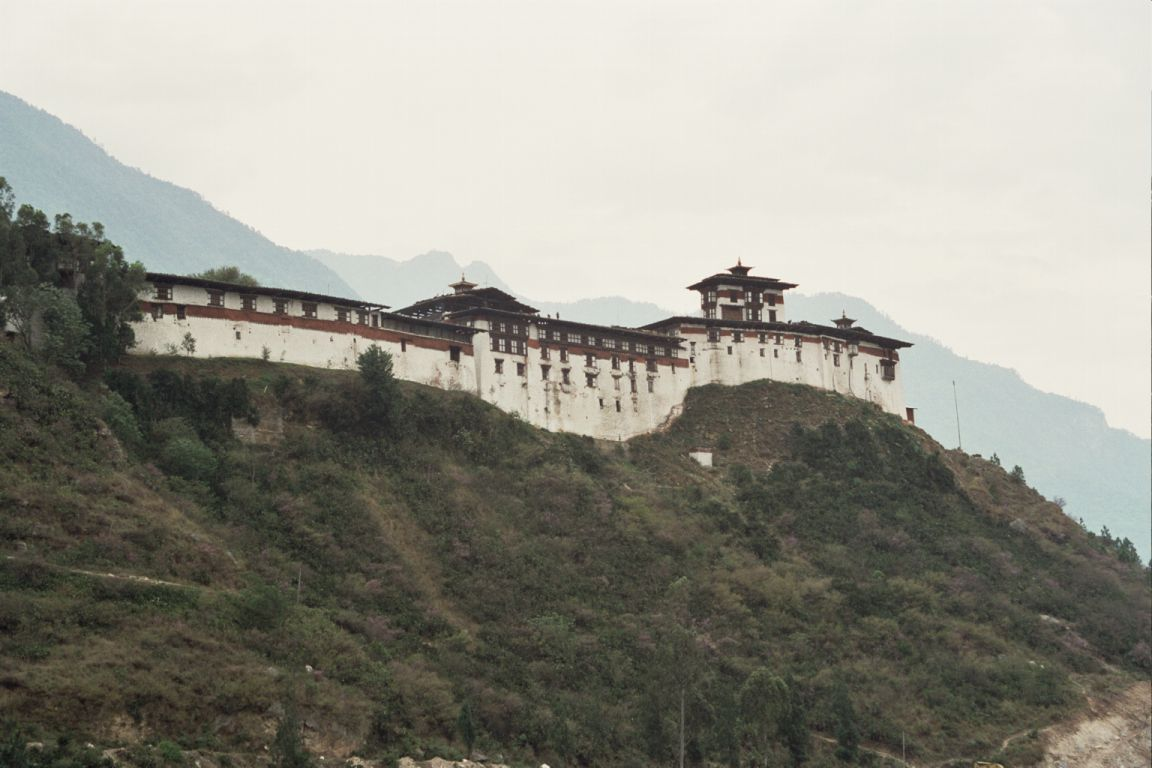
Dzong em Wangdue Phodrang, Butão.

Os dzongs freqüentemente eram construídos nas encostas ou topos de montanhas. Se um dzong fosse construído num vale, ao sopé duma encosta, um dzong menor ou uma torre costumavam ser construídos diretamente sobre o dzong principal, no topo desta encosta, com o propósito de mantê-la livre de possíveis atacantes que poderiam tomar a posição elevada para atirar de cima para baixo em direção do pátio do dzong principal logo abaixo. O dzong de Punakha destaca-se por estar situado num trecho relativamente plano de terra, na confluência dos rios Mo Chhu e Pho Chhu; os rios cercam o dzong por três lados, fornecendo-lhe proteção contra os ataques. Esta localização se provou pouco auspiciosa, no entanto, quando, em 1994, um lago glacial situado a cerca de 90 quilômetros correnteza acima teve o seu nível elevado além de sua barreira de gelo, o que causou uma gigantesca cheia do Pho Chhu, danificando o dzong e matando 23 pessoas.

## Construção

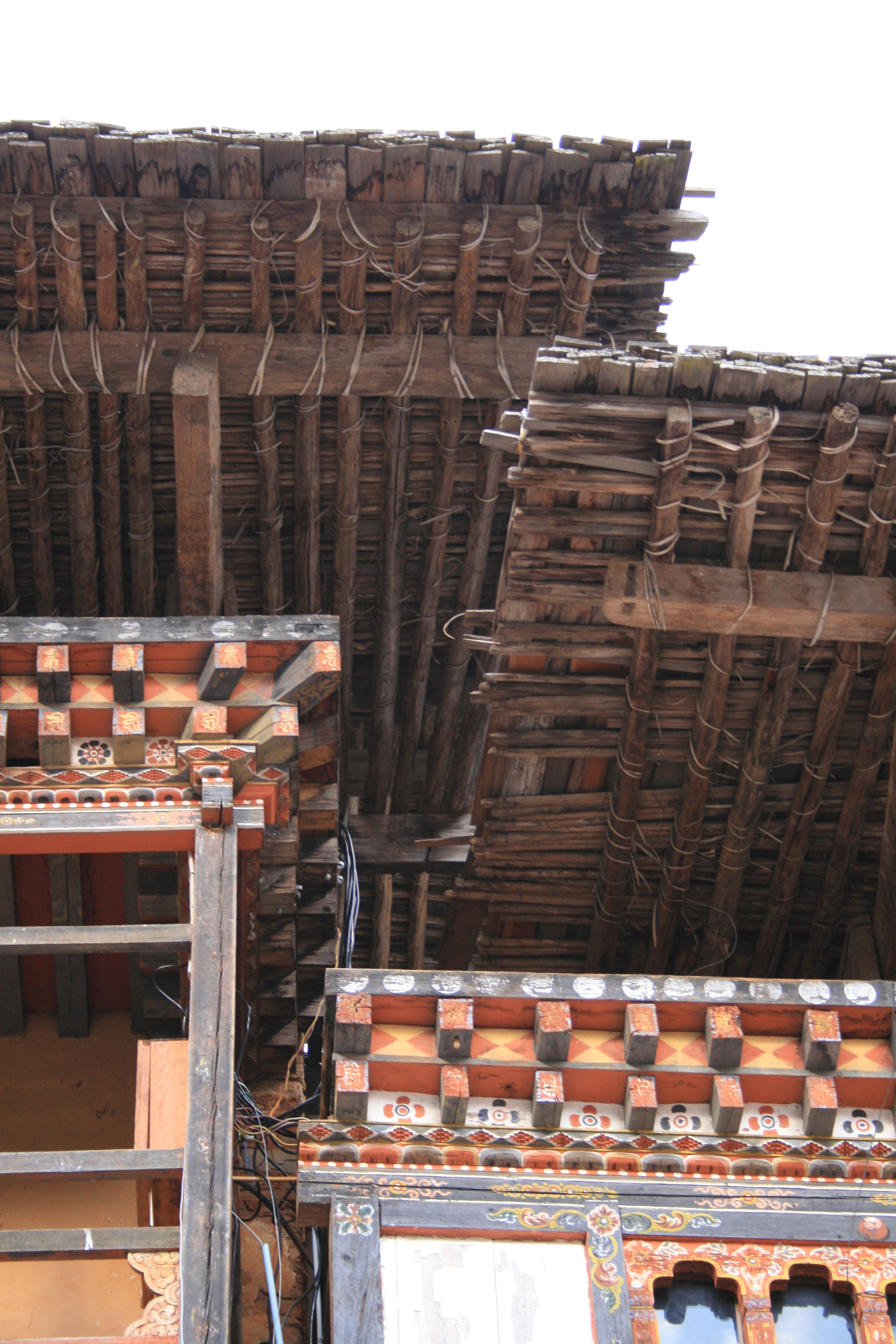
Construção de telhado no dzong de Tongsa.

Tradicionalmente, os dzongs são construídos sem o uso das plantas e projetos arquitetônicos tradicionais; ao invés disso, a construção é realizada sob a direção de um alto lama, que estabelece cada dimensão através de inspiração espiritual.
Em tempos mais antigos os dzongs eram construídas com trabalho servil, através de uma corveia que era aplicada sobre cada domicílio do distrito. Cada família era então obrigada a fornecer um número determinado de trabalhadores, por diversos meses, para a construção do dzong.
Os dzongs são compostos de paredes de alvenaria pesada cercando um ou mais pátios. Os principais espaços funcionais costumam estar dispostos em duas áreas separadas: os escritórios administrativos e a seção destinada às funções religiosas, que inclui templos e as acomodações dos monges. Estas acomodações estão dispostas dentro das paredes externas, e frequentemente dentro de uma torre de pedra construída no centro do pátio, que abriga também o templo principal e pode ser usada como uma cidadela defensiva. As principais estruturas internas são construídas também com pedras pintadas de branco (ou, no caso da arquitetura doméstica, com blocos de argila prensada), adornadas por uma grande faixa vermelha de ocre no topo, pelo lado de fora. Os espaços mais amplos, como o templo, têm gigantescas colunas e vigas internas feitas de madeira, que criam galerias em torno de uma área central aberta. Também com madeira são feitas estruturas menores, elaboradamente entalhadas e pintadas.

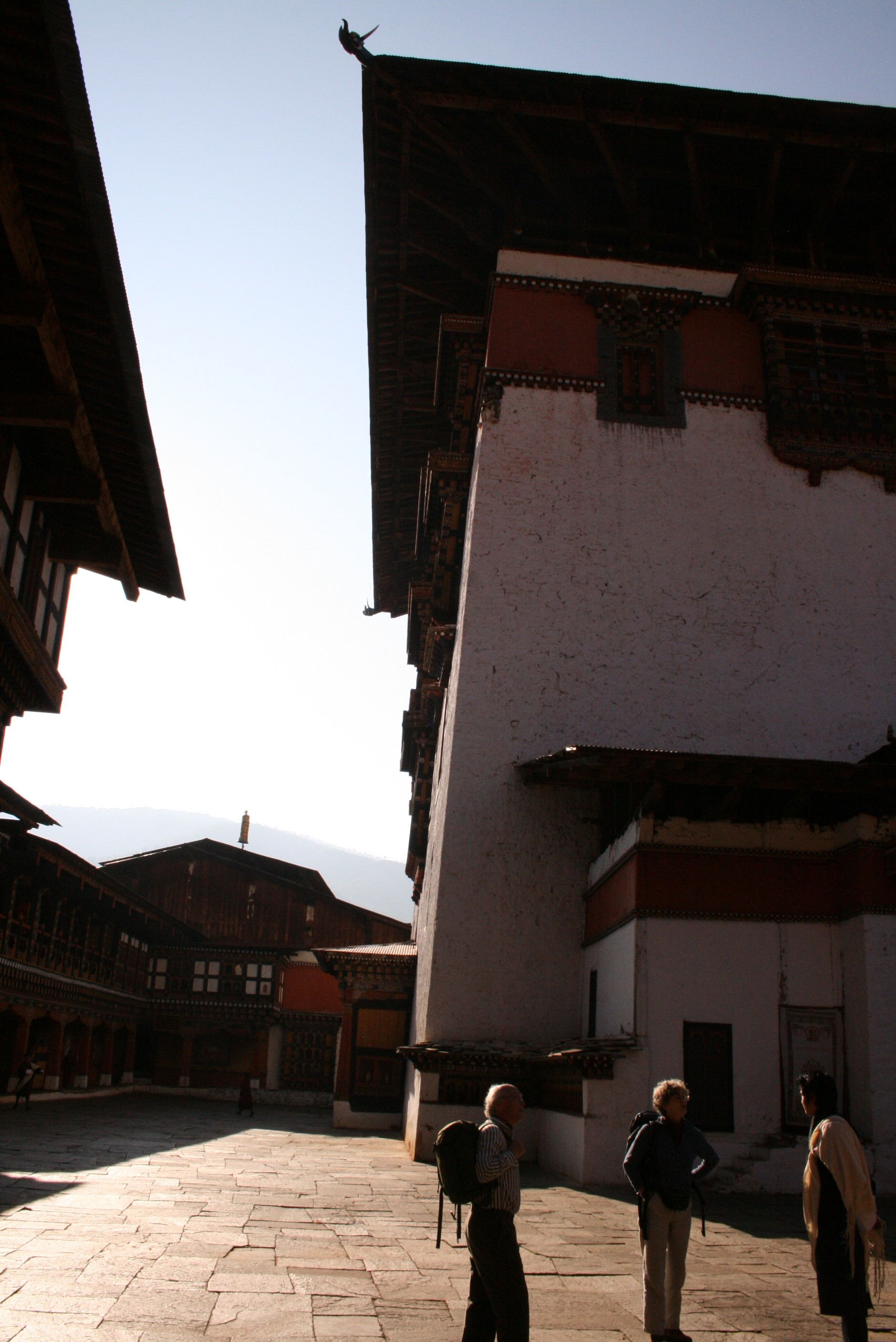
Pátio e torre do dzong de Paro.

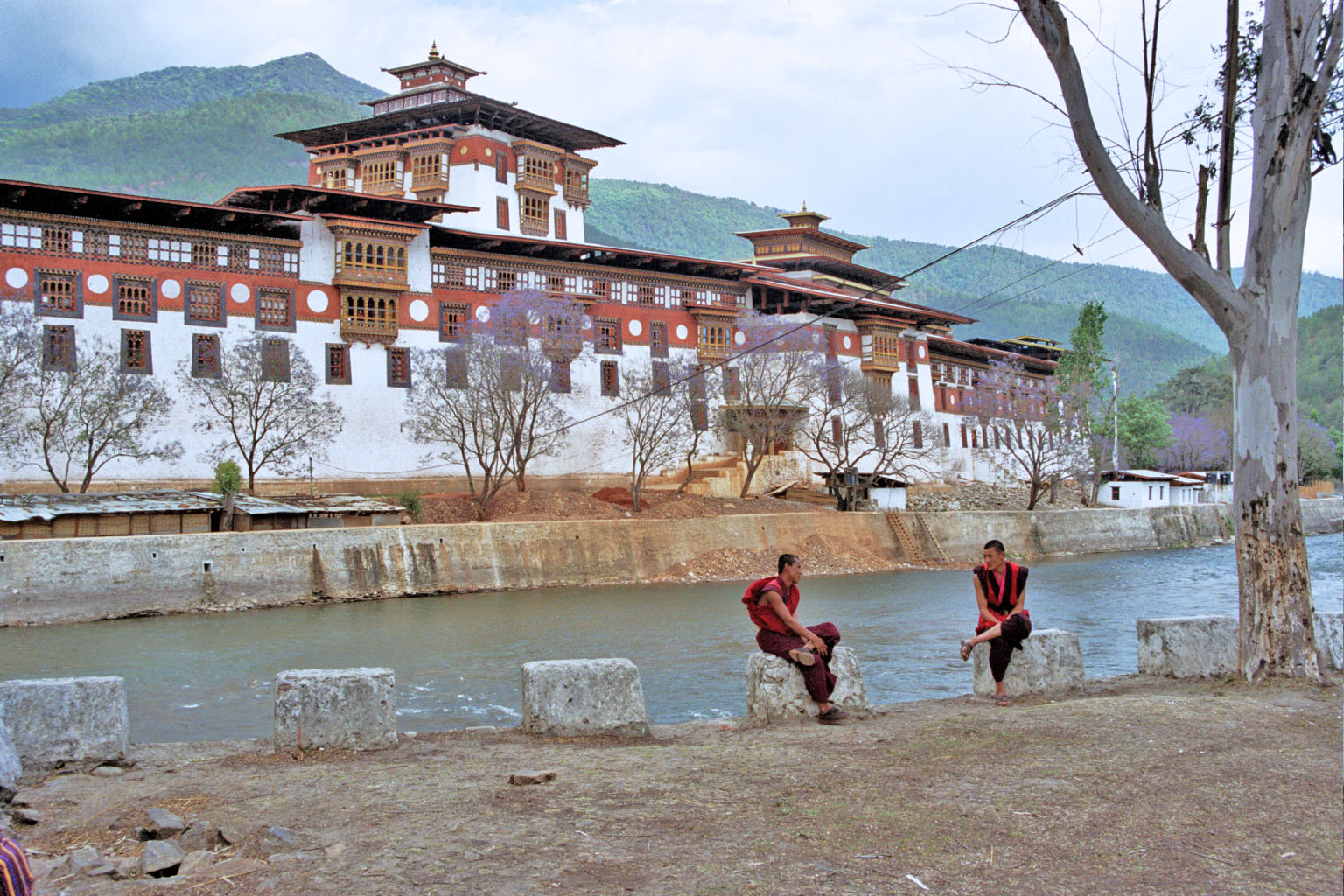
Dzong de punakha e o rio Mo Chhu.

Os telhados têm dimensões imensas, e são feitos de madeira dura e bambu, ricamente decorados nos beirais, e são construídos tradicionalmente sem o uso de pregos, além de serem abertos nos beirais para fornecer ventilação às áreas de armazenagem. Recebiam um acabamento com ripas de madeira assentados com pedras; porém hoje em dia os telhados passaram a ser feitos com chapas de ferro grafite compactado (CGI). O telhado do dzong de Tongsa, na imagem, é um dos poucos telhados com beirais a terem sobrevivido aos dias de hoje, e passou por uma restauração em 2006/7.
Os pátios, normalmente com pisos de laje, estão num plano mais alto que a área externa, e são acessados por gigantescas escadarias e estreitas entradas defensivas, fechadas por grandes portas de madeira. Todas estas portas têm limiares para desencorajar a entrada de espíritos. Os templos costumam ser construídos num nível acima do pátio, e com escadarias que levam a ele.